# Parque nacional Montañas Dulcie
El Parque Nacional Montañas Dulcie (Dulcie Ranges National Park) es un parque nacional en el Territorio del Norte (Australia), ubicado a 1235 km al sureste de Darwin.
- Datos: Q239264
- Multimedia: Dulcie Range National Park / Q239264